# 喬尼·恩斯特
喬尼·凱·恩斯特（英語：Joni Kay Ernst；本姓卡爾弗（英語：Culver）；1970年7月1日—），是一位美國共和黨政治人物，在2014年的參議院議員選舉中擊敗民主黨籍對手布魯斯·布雷利成為新任艾奧瓦州美國參議院議員。在此以前，他曾於2011年到2014年出任艾奧瓦州參議院議員。
恩斯特是艾奧瓦州在美国国会的第一位女性議員，及第一位擔任美國參議員的女性退役軍人。曾參加伊拉克戰爭，退役時階級為中校。

## 外部連結
- 喬尼·恩斯特（页面存档备份，存于）參議院官方網站
- 喬尼·恩斯特參議員競選網站（页面存档备份，存于）
- 喬尼·恩斯特的X（前Twitter）
- 喬尼·恩斯特的Facebook專頁
- 中的“喬尼·恩斯特”
- 美國國會國家人物傳記大辭典中的傳記
- 由華盛頓郵報維護的投票記錄
- 智慧投票计划中的傳記、投票紀錄及利益集團評級
- 聯邦選舉委員會中的競選財務報告和數據
- Ernst Profile at Ballotpedia
- Issue positions and quotes at On the Issues

| 政党职务                        | 政党职务                                                  | 政党职务                  |
| ------------------------------- | --------------------------------------------------------- | ------------------------- |
| 前任者： 克里斯托弗·李德        | 美國參議員艾奧瓦州共和黨被提名人 （第2類） 2014年、2020年 | 最新的                    |
| 前任者： 凯茜·麦克莫里斯·罗杰斯 | 对国情咨文的回应 2015年                                   | 繼任者： 妮基·黑利        |
| 前任者： 克里斯·克里斯帝        | 共和黨全國代表大會主旨发言人 2016年                       | 繼任者： 蒂姆·斯科特      |
| 前任者： 罗伊·布伦特            | 參議院共和黨會議副主席 2019年–2023年                      | 繼任者： 雪萊·摩爾·卡皮托 |
| 前任者： 罗伊·布伦特            | 参议院共和党政策委员会主席 2023年-                        | 現任                      |
| 美国参议院                      |                                                           |                           |
| 前任者： 湯姆·哈金              | 艾奧瓦州第2類參議員 2015年-至今 與查克·葛雷斯利同時在任   | 現任                      |
| 美國排位名單                    |                                                           |                           |
| 前任者： 汤姆·蒂利斯            | 美國參議員資歷 第64位                                     | 繼任者： 丹·沙利文        |